# Helsingin Suunnistajat
Helsingin Suunnistajat (deutsch Orientierungsläufer Helsinkis) ist ein Orientierungslaufverein aus der finnischen Hauptstadt Helsinki.

## Geschichte
Der Verein wurde 1943 gegründet und hat heute rund 800 Mitglieder. Davon sind etwa ein Fünftel unter 21 Jahren alt.
Die erfolgreichste Zeit des Vereins stellen die 1950er Jahre dar. Bis heute ist die Jukola-Staffel des Vereins mit acht Siegen im Zeitraum zwischen 1949 und 1970 Rekordsieger des Wettbewerbs. Zu den bekanntesten Läufern des Vereins gehören Juhani Salmenkylä und Erkki Aro, die bei sieben der acht Jukola-Erfolge in der Mannschaft standen. 1954 gewannen die Herren auch die Tiomila in Schweden.

## Erfolge

### Jukola
- 1. Platz Herren: 1949, 1950, 1952, 1953, 1956, 1957, 1960, und 1970
- 1. Platz Jugend: 1987 und 2010

### Tiomila
- 1. Platz: 1954 (Herren), 2013 (Jugend)

### 25-manna
- 1. Platz: 1996

### Finnische Staffelmeisterschaften
- 1. Platz Herren: 1945, 1952, 1954, 1955, 1956, 1959, 1967, 1971, 1973 und 1995
- 1. Platz Damen: 1952, 1962, 1963, 1964, 1971 und 1973

## Bekannte Athleten
- Erkki Aro (1916–1993)
- Gernot Kerschbaumer (* 1983), zwischen 2007 und 2010
- Juhani Salmenkylä (1932–2022)
- Markku Salminen (1946–2004)